# Karmosinpannad parakit
Karmosinpannad parakit (Psittacara finschi) är en fågel i familjen västpapegojor inom ordningen papegojfåglar.

## Utseende och läte
Karmosinpannad parakit är en mestadels grön papegoja med en lång och spetsig stjärt och rött i pannan. I flykten syns en röd fläck under skuldran. Flyktlätet är raspigt och gnissligt.

## Utbredning och systematik
Fågeln förekommer i fuktiga låglänta områden i sydöstra Nicaragua, Costa Rica och västra Panama. Den behandlas som monotypisk, det vill säga att den inte delas in i några underarter.

### Släktestillhörighet
Tidigare placerades arten i släktet Aratinga, men detta har delats upp i flera mindre släkten efter genetiska studier.

## Levnadssätt
Karmosinpannad parakit hittas i skogsbryn, ungskog och trädgårdar. Där ses den nästan alltid i flock, försynt födosökande efter frukt.

## Status
Arten har ett stort utbredningsområde och beståndet anses stabilt. Internationella naturvårdsunionen IUCN listar den därför som livskraftig (LC). Beståndet uppskattas till i storleksordningen en halv miljon till fem milnoner vuxna individer.

## Namn
Fågelns vetenskapliga artnamn hedrar den tyske zoologen Otto Finsch (1839-1917).